# Метальна зброя
Ця стаття присвячена, головним чином, ручній метальній зброї. Про більші метальні знаряддя є окрема стаття «Метальні машини».
Метальна зброя — зброя, здатна вражати супротивника на відстані, тобто без безпосереднього контакту з нападником. Дія метальної зброї (на відміну від вогнепальної) заснована на використанні м'язової сили людини, сили тяжіння, пружних властивостей дерева (або металу, пластмаси тощо) або енергії скручених волокон. 
Метальна зброя була поширена в багатьох народів. Першими й найпростішими метальними снарядами були камені й палиці.

## Види ручної метальної зброї

### Праща
Особливе пристосування у вигляді петлі для метання каменів отримало назву праща. Праща користувалася значним поширенням на Сході (пригадаймо перемогу Давида над Голіафом), у Греції і навіть у римлян, які мали при своїх військах союзників-пращників (наприклад, жителів Балеарських островів). Кам'яні (і кістяні) пращі застосовувалися ескімосами для полювання на птахів ще на початку XX століття. 

### Дротик і бумеранг
Сулиця або дротик — довга, гостра палиця, яку кидають на велику відстань. Багато народів користувалися короткими метальними палицями з потовщенням на кінці — як Кірри готтентотів, або більш-менш плоскими й зігнутими — як багато австралійців. З такої плоскої й вигнутої метальної палиці утворився й австралійський бумеранг, що має властивість при спритному метанні описувати при польоті складну криву і повертатися назад до місця, з якого він кинутий, або навіть дещо далі. Знаряддя-аналоги бумерангів (тобто такі, що повертаються назад) були відомі й в інших народів — в Індії, у стародавньому Єгипті, місцями й в Європі.

### Чакра
У Індії ще порівняно недавно використовували металеві кружки — чакри — з гострим зовнішнім обідком, і з широким круглим отвором в середині. Їх носили надітими на конічну шапку і в міру потреби знімали й метали, причому такий круг, обертаючись при польоті, міг завдавати серйозні рани, потрапляючи в натовп, особливо у натовп незахищених людей.

### Трумбаш
У центральній Африці, на просторі від Абіссинії до нижнього Конго, ще недавно були в ходу так звані трумбаш — метальні залізні знаряддя подібні до ножів з багатьма гострими відростками, що стирчать в різні боки — це дуже небезпечна зброя для голого тіла людини.

### Стріли
Стріли є найпоширенішою метальною зброєю. Для їх метання використовують духові трубки, луки або арбалети. Простий лук, що з'явився у первісних народів й різними народами в у всіх частинах світу. Лук натягується звичайно руками, але в деяких народів — ногами, в положенні лежачи. Стріли у різних народів також значно різняться як за формою древка, так і наконечника. Держак зазвичай має оперення. Наконечники іноді робляться тупі, частіше — гострі, прості або з зубцями, або легко відламуються, іноді намазуються отрутою.

### Сюрикени
Метальні зірки, відомі як зброя японських ніндзя.